# Bolbonota insignis
Bolbonota insignis is een halfvleugelig insect uit de familie bochelcicaden (Membracidae). De soort werd voor het eerst wetenschappelijk beschreven door Henry Weed Fowler in 1894.
De cicade komt voor in delen van Midden-Amerika en leeft in de landen Costa Rica, Guatemala, Honduras, Mexico en Panama.
De lichaamsvorm is rond en bol, de cicade heeft een onregelmatig lichaamsoppervlak. De lichaamslengte is ongeveer drie millimeter, de cicade is zeer donker van kleur. Het lichaam lijkt sprekend op een uitwerpsel van een ander insect en hierdoor is de cicade goed gecamoufleerd.